# Opornik (roślina)
Opornik, pueraria (Pueraria DC.) – rodzaj roślin z rodziny bobowatych. Obejmuje ok. 20 gatunków. Rośliny te występują w południowej i wschodniej Azji, sięgając po wyspy Polinezji. Do rodzaju należą dwa gatunki o dużym, zwłaszcza dawniej znaczeniu użytkowym. Opornik łatkowaty był ważną rośliną włóknistą, z której włókien wyrabiano liny, sieci i grube tkaniny, a w połączeniu z innymi włóknami – także lekkie. Jego bulwy są jadalne i sadzony bywa jako roślina przeciwerozyjna. Opornik fasolowaty uprawiany jest jako roślina pastewna, nawozowa i przeciwerozyjna.  

## Morfologia

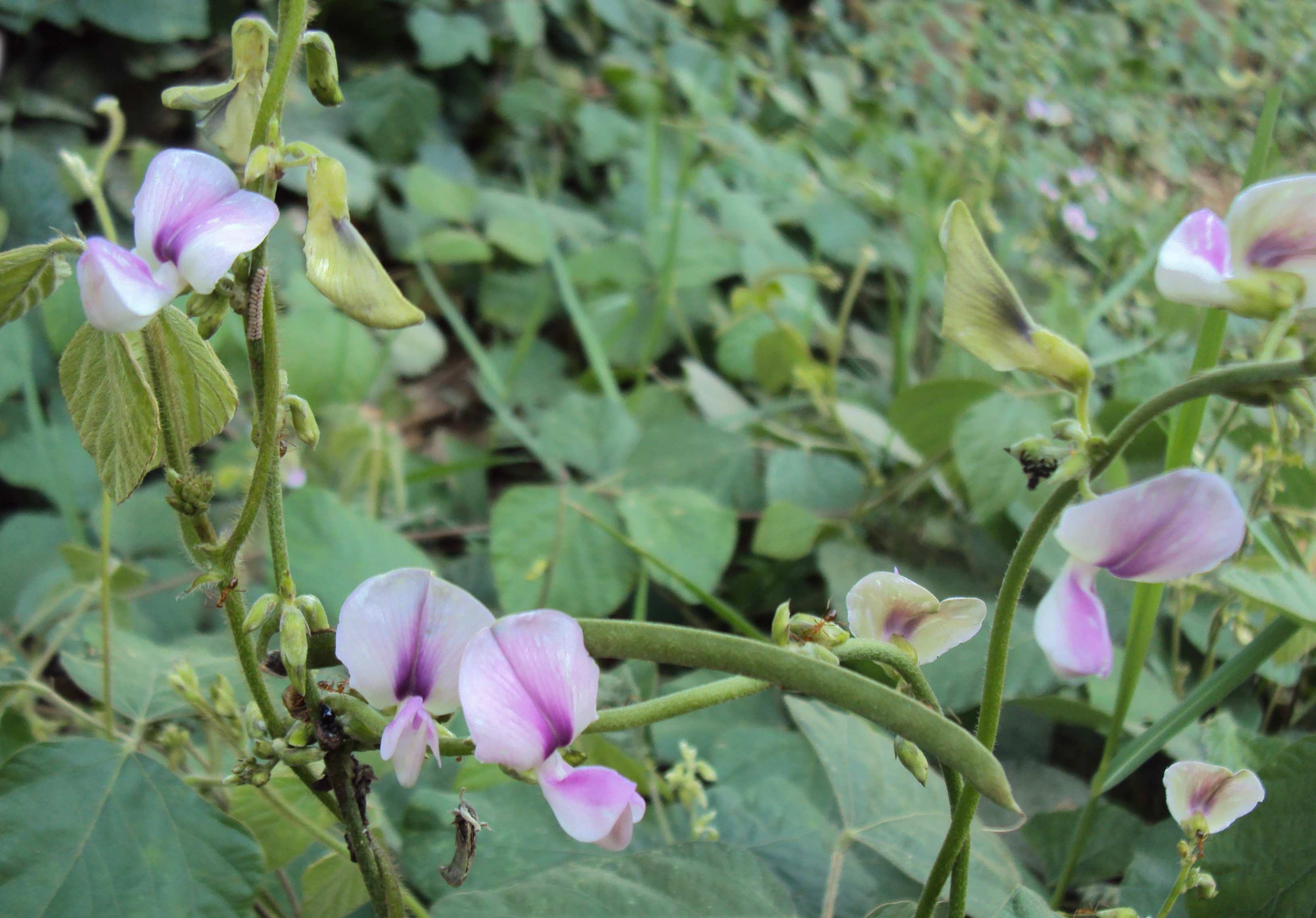
Opornik fasolowaty

PokrójPnącza zielne i drewniejące. U niektórych gatunków z bulwami korzeniowymi.
LiścieZłożone, z trzema listkami i przylistkami, czasem wyrastającymi poniżej nasady liści. Listki okazałe, o kształcie jajowatym lub rombowatym, całobrzegie lub o brzegu falistym albo klapowanym.
KwiatyMotylkowe, zebrane w grona wyrastające w kątach liści lub zebrane w pęczki na szczytach łodyg. Z węzłów kwiatostanu zwykle wyrasta po kilka kwiatów. Przysadki drobne, trwałe lub odpadające. Działki w liczbie 5 zrośnięte w dzwoneczkowaty kielich, przy czym dwa górne ząbki są zrośnięte często w niepodzieloną lub dwudzielną wargę. Płatki korony niebieskie lub fioletowe, także w liczbie 5, nierówne. Górny w formie okazałego żagielka. Boczne tworzą stulone skrzydełka okrywające łódeczkę zawierającą 10 pręcików i słupek. Pręciki zrosłe są w rurkę i tylko jeden, najwyższy, jest wolny. Zalążnia jest górna, powstaje z jednego owocolistka i zawiera liczne zalążki. Szyjka słupka cienka, zakończona drobnym, główkowatym znamieniem.
OwoceStrąki cylindryczne lub spłaszczone, równowąskie, podobnej grubości na całej długości lub zgrubiałe w miejscu, gdzie są nasiona i cieńsze między nimi. Nasiona ścieśnione, kulistawe lub podługowate.

## Systematyka
Jeden z rodzajów podrodziny bobowatych właściwych Faboideae z rodziny bobowatych Fabaceae. W obrębie podrodziny należy do plemienia Phaseoleae i podplemienia Glycininae.
Wykaz gatunków
- Pueraria alopecuroides Craib
- Pueraria bella Prain
- Pueraria bouffordii H. Ohashi
- Pueraria calycina Franch.
- Pueraria candollei Benth.
- Pueraria edulis Pamp.
- Pueraria garhwalensis L.R.Dangwal & D.S.Rawat
- Pueraria imbricata Maesen
- Pueraria lacei Craib
- Pueraria maclurei (F.P. Metcalf) F.J. Herm.
- Pueraria montana (Lour.) Merr. – opornik łatkowaty[5], pueraria łatkowata[6]
- Pueraria peduncularis (Benth.) Benth.
- Pueraria phaseoloides (Roxb.) Benth. – opornik fasolowaty
- Pueraria pulcherrima (Koord.) Koord.-Schum.
- Pueraria sikkimensis Prain
- Pueraria stracheyi Baker
- Pueraria stricta Kurz
- Pueraria tuberosa (Willd.) DC.
- Pueraria wallichii DC.
- Pueraria xyzhuii H. Ohashi & Iokawa